# Jungle (álbum)
Jungle es el álbum de estudio debut del colectivo musical londinense Jungle. Fue publicado el 14 de julio de 2014 bajo la discográfica XL Recordings.
En septiembre de 2014, el álbum fue nominado para el Premio Mercury de 2014.

## Promoción
"Platoon" Y "The Heat" fueron lanzados digitalmente como singles promocionando el álbum el 16 de diciembre de 2013. El videoclip para "Platoon" fue publicado el 4 de junio de 2013, mientras el de "The Heat" estuvo disponible el 1 de octubre de 2013. Ambos vídeos estuvieron dirigidos por Oliver Hadlee Pearch.
El 28 de febrero de 2014, un videoclip para el tercer sencillo "Busy Earnin'", fue publicado en YouTube. El sencillo fue lanzado digitalmente el 7 de abril de 2014, y en formato de vinilo el 15 de abril. La canción alcanzó el puesto 19 en el UK Indie Chart y el número 27 en la tabla belga Ultratip en marzo. Además logró el número 118 en Francia en julio de 2014.
Un videoclip para el cuarto sencillo, "Time", fue publicado el 8 de julio de 2014. El 8 de septiembre, remixes de esta canción por Joe Goddard y LXURY fueron publicados en iTunes.

## Recepción crítica
Luego de su lanzamiento, Jungle recibió reseñas positivas de muchos críticos de música. En Metacritic, el cual asigna un índice normalizado a partir de 100 reseñas, el álbum recibió una puntuación promedio de 72 puntos, basada en 21 reseñas. 

## Lista de canciones
Todas las canciones fueron escritas por Jungle.

Todas las canciones escritas y compuestas por Jungle. 
| N.º | Título                    | Duración |  |
| 1.  | «The Heat»                | 3:16     |  |
| 2.  | «Accelerate»              | 3:04     |  |
| 3.  | «Busy Earnin'»            | 3:01     |  |
| 4.  | «Platoon»                 | 3:12     |  |
| 5.  | «Drops»                   | 2:53     |  |
| 6.  | «Time»                    | 3:33     |  |
| 7.  | «Smoking Pixels»          | 1:47     |  |
| 8.  | «Julia»                   | 3:15     |  |
| 9.  | «Crumbler»                | 3:02     |  |
| 10. | «Son of a Gun»            | 3:28     |  |
| 11. | «Lucky I Got What I Want» | 4:16     |  |
| 12. | «Lemonade Lake»           | 4:19     |  |

Duración totalː 39ː06

## Créditos
Jungle
- Josh Lloyd-Watson
- Tom McFarland

Músicos adicionales
- Rudi Salmon– vocals
- F. Maccoll – guitar
- D. Whalley – percussion
- G. Day – drums

Personal adicional
- Jungle – design, production
- David Wrench – mixing
- Mandy Parnell – mastering
- Imran Ahmed – A&R
- Phil Lee – design
- Oliver Hadlee Pearch – photography

## Gráficos
| Gráficos (2014)                     | Máxima posición |
| ----------------------------------- | --------------- |
| Australia (ARIA)                    | 20              |
| Bélgica (Ultratop flamenca)         | 21              |
| Bélgica (Ultratop valona)           | 38              |
| Dinamarca (Hitlisten)               | 28              |
| Países Bajos (Album Top 100)        | 42              |
| Francia (SNEP)                      | 42              |
| Alemania (Offizielle Top 100)       | 43              |
| Nueva Zelanda (Recorded Music NZ)   | 34              |
| Escocia (Scottish Albums Chart)     | 25              |
| Suiza (Schweizer Hitparade)         | 22              |
| Reino Unido (UK Albums Chart)       | 7               |
| Reino Unido (UK Independent Albums) | 1               |
| Cartelera de EE. UU. 200            | 84              |